# Coleobonzia shanghaiensis
Coleobonzia shanghaiensis är en spindeldjursart som först beskrevs av Liang 1984.  Coleobonzia shanghaiensis ingår i släktet Coleobonzia och familjen Cunaxidae. Inga underarter finns listade i Catalogue of Life.